# Tiwi (Albay)
Tiwi is een gemeente in de Filipijnse provincie Albay op het eiland Luzon. Bij de laatste census in 2007 had de gemeente ruim 49 duizend inwoners.

## Geografie

### Bestuurlijke indeling
Tiwi is onderverdeeld in de volgende 25 barangays:
| - Bagumbayan - Bariis - Baybay - Belen - Biyong - Bolo - Cale - Cararayan - Coro-coro - Dap-dap - Gajo - Joroan - Libjo | - Libtong - Matalibong - Maynonong - Mayong - Misibis - Naga - Nagas - Oyama - Putsan - San Bernardo - Sogod - Tigbi |

## Demografie
Tiwi had bij de census van 2007 een inwoneraantal van 49.185 mensen. Dit zijn 4.924 mensen (11,1%) meer dan bij de vorige census van 2000. De gemiddelde jaarlijkse groei komt daarmee uit op 1,47%, hetgeen lager is dan het landelijk jaarlijks gemiddelde over deze periode (2,04%). Vergeleken met de census van 1995 is het aantal mensen met 9.452 (23,8%) toegenomen.

De bevolkingsdichtheid van Tiwi was ten tijde van de laatste census, met 49.185 inwoners op 105,76 km², 465,1 mensen per km².